# Anthodioctes calcaratus
Anthodioctes calcaratus är en biart som först beskrevs av Heinrich Friese 1921.  Anthodioctes calcaratus ingår i släktet Anthodioctes och familjen buksamlarbin. Inga underarter finns listade i Catalogue of Life.